# Íñigo López de Mendoza y Zúñiga
Pour les articles homonymes, voir Inigo.
Íñigo López de Mendoza y Zúñiga (né à Miranda de Ebro en 1489 et mort à Burgos le 9 juin 1535) est un cardinal espagnol du XVIe siècle. Il y a eu trois autres cardinaux de la famille Mendoza : Pedro González de Mendoza (1473), Diego Hurtado de Mendoza (1500) et Francisco Mendoza de Bobadilla (1544).

## Repères biographiques
López de Mendoza y Zúñiga est abbé commendataire de l’abbaye de La Vid en 1516 et est nommé au poste lucratif d’Infantado de Covarrubias. Lopez est élu évêque de Coria en 1528 et est nommé ambassadeur de l’Espagne auprès de la cour d’Henri VIII d’Angleterre, où il intervient dans le divorce du roi Henri VIII de la reine Catherine d'Aragon, la tante du roi d’Espagne. En 1529 il est transféré au diocèse de Burgos  . Il est remplacé dans ses fonctions par  Eustache Chappuis, ambassadeur de Charles Quint.
Le pape Clément VII le crée cardinal lors du consistoire du 9 mars 1530. Le cardinal Lopez correspond avec Érasme au cours de l’année 1532. Il ne participe  pas au conclave de 1534, lors duquel Paul III est élu pape.